# Kill Devil Hills
Kill Devil Hills är en stad i nordvästra Dare County i delstaten North Carolina i USA. Invånarna uppmättes 2010 till 6 683 i antalet.
I området genomförde Bröderna Wright den 17 december 1903 historiens första flygplantur, med flygplanet Wright Flyer. På den tiden existerade dock inte staden, som blev egen kommun först 1953, och i stället brukar man säga att flygningarna ägde rum i Kitty Hawk, cirka 6 kilometer norr om Kill Devil Hills och på den tiden var den närmaste staden.

### Fotnoter
1. ↑  ”Community Facts” (på engelska). American Factfinder. 14 mars 2010. Arkiverad från originalet den 10 december 2014. https://web.archive.org/web/20141210041242/http://factfinder2.census.gov/faces/nav/jsf/pages/community_facts.xhtml. Läst 9 oktober 2014.